# Paraliparis neelovi
Paraliparis neelovi är en fiskart som beskrevs av Anatoly Petrovich Andriashev 1982. Paraliparis neelovi ingår i släktet Paraliparis och familjen Liparidae. Inga underarter finns listade i Catalogue of Life.